# داودی هونشو
داودی هونشو(نام علمی: Ajania pacifica) نام یک گونه از سرده گل داودی است.